# همه‌گیری آنفلوانزا ۱۳۹۸ ایران
ویروس آنفلوانزا از اوایل مهرماه ۱۳۹۸ یک ماه زودتر از موعدِ هر سال در ایران شیوع پیدا کرد و تا ۲۰ آذر بیش از ۸۰ کشته بر جای گذاشت. استان‌های قزوین، آذربایجان شرقی، آذربایجان غربی، گلستان، سمنان، اصفهان، کرمانشاه و تهران بیشترین میزان شیوع آنفلوانزا را داشتند. به گفتهٔ علیرضا رئیسی، معاون وزیر بهداشت ایران همهٔ مبتلایانی که فوت کردند یا در بیمارستان بستری شده‌اند، دارای بیماری‌های زمینه‌ای مانند بیماری مزمن تنفسی و بیماری‌های قلبی بوده‌اند.

## پراکنش
| استان              | موارد گزارش شده مرگ |
| ------------------ | ------------------- |
| کرمان              | ۱۵                  |
| فارس               | ۱۲                  |
| اصفهان             | ۱۰                  |
| آذربایجان شرقی     | ۱۰                  |
| گیلان              | ۷                   |
| مازندران           | ۶                   |
| گلستان             | ۵                   |
| قزوین              | ۵                   |
| کردستان            | ۴                   |
| کهگلویه و بویراحمد | ۴                   |
| زنجان              | ۳                   |
| آذربایجان غربی     | ۳                   |
| خراسان شمالی       | ۳                   |
| خراسان رضوی        | ۱۵۰۲۳               |
| هرمزگان            | ۲                   |
| بوشهر              | ۲                   |
| سیستان و بلوچستان  | ۱                   |

## عوامل
اسماعیل زینعلی، متخصص بیماری‌های عفونی و استاد دانشگاه، در گفتگو با خبرگزاری آناتولی گفت: «این ویروس هر ۱۰ سال یک جهش ژنتیکی دارد. این بیماری بین انسان، طیور و برخی پستانداران مثل خوک و اسب مشترک است. ویروس‌ها با یکدیگر ترکیب می‌شوند و نوع جدیدی را تشکیل می‌دهند. به همین دلیل قدرت تهاجم آن بیشتر می‌شود.» وی همچنین کمبود واکسن و داروی مورد نیاز و احتمال ورود بیماری از عراق را از دلایل دیگر شیوع آن ذکر کرد.
به گزارش خبرگزاری ایرنا مهمترین ویروسی که عامل مرگ بوده ویروس «اچ ۱ ان۱» (H1N1) است که بیش از نیمی از موارد مرگ این بیماری به این ویروس مربوط است و ویروس آنفلوانزا «اچ ۳ ان ۲» (H3N2) نیز با میزان کمتر دومین ویروس شایع و مرگ آور در بین افراد مبتلا بوده‌است.